# Tata Institute of Fundamental Research
Il Tata Institute of Fundamental Research (TIFR) è un ente che si occupa di ricerca ed insegnamento ad alto livello in India con sede a Mumbai. È il più importante centro di ricerca del paese ed è tra i più importanti centri di ricerca al mondo. Le principali discipline studiate al TIFR sono le scienze naturali, la matematica e l'informatica teorica.
Questo centro di ricerche è stato fondato nel 1945 sotto la direzione di Homi J. Bhabha con l'aiuto di J.R.D. Tata. Attualmente è finanziato principalmente dal governo indiano.